# Illyricum sacrum
Илирикум сакрум (лат. Illyricum sacrum) је наслов великог дела црквене историје Балкана, штампаног од 1751. до 1819. у осам свезака. Девети том је изашао од 1902. до 1909. године, као додатак Булићевом Bulletino di archeologia e storia dalmata.

## Историја
Дело су написали исусовци Филипо Ричепути, Данијеле Фарлати и Јакопо Колети.
Филипо Ричепути (11. јули 1667, Форли – 5. октобар 1742, Чезена) је био језуит (1694), који је неколико година служио као венецијански војни свештеник на Балкану. По повратку у Рим, одлучио је да напише црквену историју Балканског полуострва. Овај план је изложио у свом спису Prospectus Illyrici sacri cuius historiam describendam typisque mandandum suscipit P. Fil. Riceputi (1720), који је наишао на пуно разумевање римских папа Клемента XI, Иноцента XIII и Бенедикта XIII. Помагао му је млади језуита Даниеле Фарлати. Њих двојица су 20 година прикупљали грађу и сабрали преко 300 свезака рукописне грађе. Пошто је Ричепути умро 1742, дело је наставио Фарлати.
Данијеле Фарлати (22. фебруар 1690, Сан Данијеле (Фурланија) – 25. април 1773, Падова) је учио у Горици, а 1707 је у Болоњи ступио у језуитски ред. Студирао је у Падови и Риму. Од 1722 је помагао Ричепутију. Издао је првих пет томова, али ни он није стигао да доврши дело. Након његове смрти, дело је наставио Јакопо Колети.
Јакопо Колети (2. мај 1734, Млеци – 15. август 1827, Млеци) је 1752 ступио у језуитски ред. У Падови је довршио науке.
Illyricum sacrum је значајна енциклопедија црквене историје јужних Словена, заснована на обимној архивској и археолошкој грађи. Великим делом обухвата и политичку историју. Посебно су драгоцени наводи извора, којих данас више нема.
Први (1751) и други (1753) свезак садрже историју римске Салоне до разорења; трећи свезак (1765) историју сплитске надбискупије, четврти (1769) историју сплитских суфраганских бискупија: Биоград, Скрадин, Босна, Крбава, Модруш, Сењ, Оточац, Дувно, Макарска, Нин, Хвар, Книн, Трогир и Шибеник; пети свезак (1775) задарску бискупију и њене суфрагане: Осор, Раб, Крк, Сисак и Загреб. Шести свезак (1800) описује дубровачку бискупију и њене суфрагане: Требиње, Мркан, Захум, Стон, Корчула, Рисан и Котор; седми (1817) Дукљу, Бар, Драч и остале арбанашке бискупије, Срем; осми (1819) епископије у Србији и Бугарској: Скопље, Пећ, Софија, Охрид, Трново и др.). Девети свезак сарджи додатке и исправке целом делу. Написао га је Колети, али је издат тек 1901–1909 у редакцији Ф. Булића, под насловом Accessiones et correctiones ad Illyricum Sacrum del  P. D. Farlatti di P. G. Coleti (1909).